# Bazilika svatého Prokopa
Bazilika svatého Prokopa je římskokatolický farní kostel farnosti Třebíč-zámek. Tento románsko-gotický kostel byl vybudován na místě původní mariánské kaple při třebíčském benediktinském klášteře přibližně v letech 1240 až 1280. Jako součást objektu „kláštera s kostelem sv. Prokopa“ se stal roku 2002 národní kulturní památkou a o rok později se společně s židovskou čtvrtí dostal na Seznam světového dědictví UNESCO. Koncem roku 2003 došlo k rozšíření památek UNESCO v Třebíči o zámek, bývalý klášter, přilehlý k bazilice. Rada Kraje Vysočina odsouhlasila ke konci roku 2018 memorandum o spolupráci správců třebíčských objektů zapsaných v UNESCO.
Původním patrociniem baziliky bylo Nanebevzetí Panny Marie. Svatý Prokop se stal patronem baziliky v roce, kdy se připomínalo pětisté výročí jeho svatořečení, tedy roku 1704. Toho roku nechal Jan Karel hrabě z Valdštejna zřídit z presbytáře baziliky zámeckou kapli sv. Prokopa.
V roce 2020 byly kruhové objezdy na ulicích Znojemská, Táborská, Samešova, Velkomeziříčská, Míčova a Václavské náměstí upraveny tak, aby vypadaly jako vitrážová okna baziliky sv. Prokopa.

## Historie
Historie baziliky svatého Prokopa je těsně spjata s historií třebíčského benediktinského kláštera. Počátky baziliky sahají až do roku 1101. Předchůdkyní baziliky byla kaple svatého Benedikta, která vznikla v roce 1104 a byla vysvěcena pražským biskupem Heřmanem. O pět let později už měl klášter vlastní kostel. Ten vysvětil roku 1109 biskup Jan II. a jeho patrociniem bylo Nanebevzetí Panny Marie. V kryptě tohoto kostela byl roku 1112 pochován kníže Litold Znojemský a roku 1115 i Oldřich Brněnský, zakladatelé kláštera.
Klášter bohatl a nabýval na významu. Asi v polovině 13. století byl přebudován v pevnost, klášterní hrad. Tato přestavba byla započata zhruba kolem roku 1240, hotova byla kolem roku 1260. Přestavba sice znamenala zánik původních románských objektů kláštera, avšak zároveň dala vzniknout dnešní bazilice. Kostel byl původně zasvěcen Nanebevzetí Panny Marie, a posléze ztratil na významnosti a až do poloviny 17. století se využíval jen jako hospodářské stavení u původního zámku.
Až na počátku 18. století nechal Jan Karel z Valdštejna východní část někdejšího kostela, chór a presbytář oddělit zdí od zbytku stavby a v roce 1704 nechal na oddělené části zřídit zámeckou kapli zasvěcenou sv. Prokopovi. Až Jan Josef z Valdštejna však nechal pobořenou budovu někdejšího kostela renovovat a přestavět do novější podoby, k tomu došlo mezi lety 1725 a 1733, stavbu projektoval František Maxmilián Kaňka, někdy kolem roku 1750 začal být kostel pravidelně využíván.
Na věži visí tři zvony, jeden z nich pochází ze 17. století.
V roce 2018 pokračovala rekonstrukce baziliky. Byla opravena střecha a byla dokončena oprava tzv. trpasličí galerie. Střecha je z tzv. prejzové krytiny, bude nově pokryt presbytář a boční lodě baziliky. Spolu se střešní krytinou byly vyměněny i trámy střešní konstrukce. Bude také obnovena fasáda na západní straně budovy. Některé původní sloupy z trpasličí galerie byly sejmuty a byly uloženy do lapidária v kryptě. Bylo zmíněno, že požární ochrana baziliky je zajištěna hasicími přístroji.
Roku 2019 byla v areálu třebíčského zámku připravena ve spolupráci s Turistickým informačním centrem v areálu zámku nová prohlídková trasa pod názvem Příběh benediktinského opatství. Prochází okolím zámku, přes zahrady, příkop a kolem Baziliky.

## Architektura

### Členění interiéru

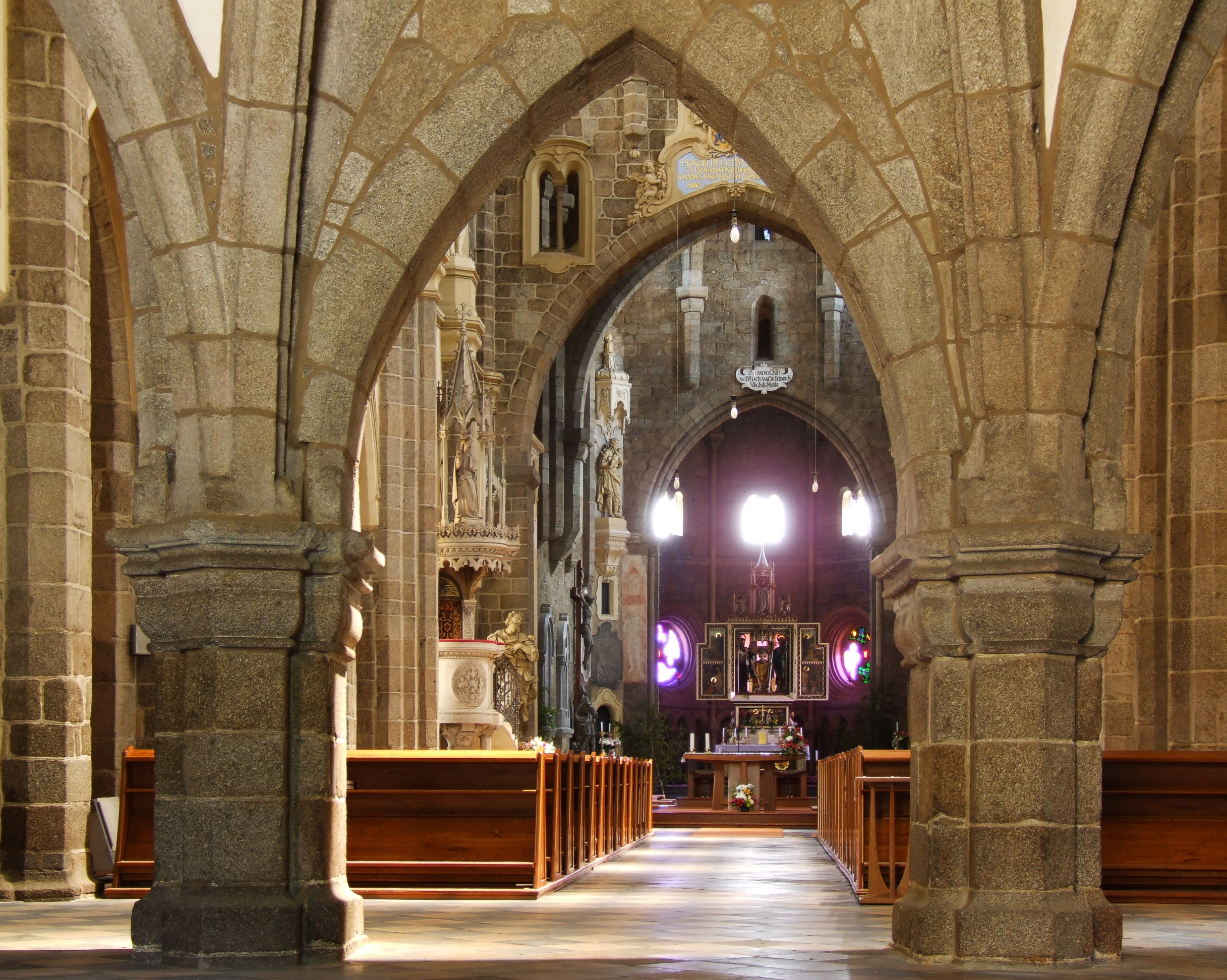
Pohled na hlavní loď, v pozadí oltář

Bazilika svatého Prokopa má tři lodi, na západě se tyčí dvě věže. Předsíně jsou dvě: severní je vnější, jižní je vnitřní. Příčná loď je poněkud potlačena. Hlavní loď je nejširší a má šest klenebních polí, dvě boční lodi mají devět klenebních polí; přitom jedno klenební pole hlavní lodi je dvojnásobného rozměru klenebního pole boční lodi. Chrám na délku měří 65,7 m, na šířku pak 20,2 m.
Hlavní loď je vyšší než boční lodi a od nich obou ji dělí šest pilířů, střídavě silnějších a slabších, vytvářející lomené oblouky. Síťová klenba hlavní lodi pochází až z doby barokní. Původní klenba měla být kopulová, téhož osmidílného typu jako v chóru a západní předsíni. Během stavby se však stavitelé rozhodli pro šestidílnou žebrovou klenbu s pasy. Na slabší pilíře jsou připojeny pilastrové přípory zakončené hlavicí s barokními plastikami českých světců. Výběhu původní žebrové klenby zakončují jednoduché konzoly. Původní klenbu hlavní lodi zřejmě poškodily boje s korvínovskými obléhateli roku 1468. Poškozená byla snesena (1679) a posléze ji nechal nahradit novou – barokní – obnovovatel kostela, architekt František Maxmilian Kaňka.

### Chór
Do chóru přechází hlavní loď vítězným obloukem. Na jeho nárožích obrácených do lodi jsou pískovcové kvádry zdobené reliéfním křížovým květem. Jde pravděpodobně o součást bočních vchodů do lektoria. Latinský nápis na vítězném oblouku znamená: „K poctě Boží a Panny Marie obnovil ze znesvěcených ruin Jan Josef Svaté říše římské hrabě z Valdštejna“, letopočet 1730; tento nápis je připomínkou celkové obnovy kostela provedenou Františkem Maxmilianem Kaňkou v letech 1726–1733.
Chór má dvě velká čtvercová klenební pole; sama klenba je zde kopulová, osmidílná, s žebry klínového vyžlabeného profilu. Pak následuje apsida tvaru pěti stran osmiúhelníka, zaklenutá osmidílnou klenbou s žebry obloukového profilu.

### Opatská kaple a jižní kaple

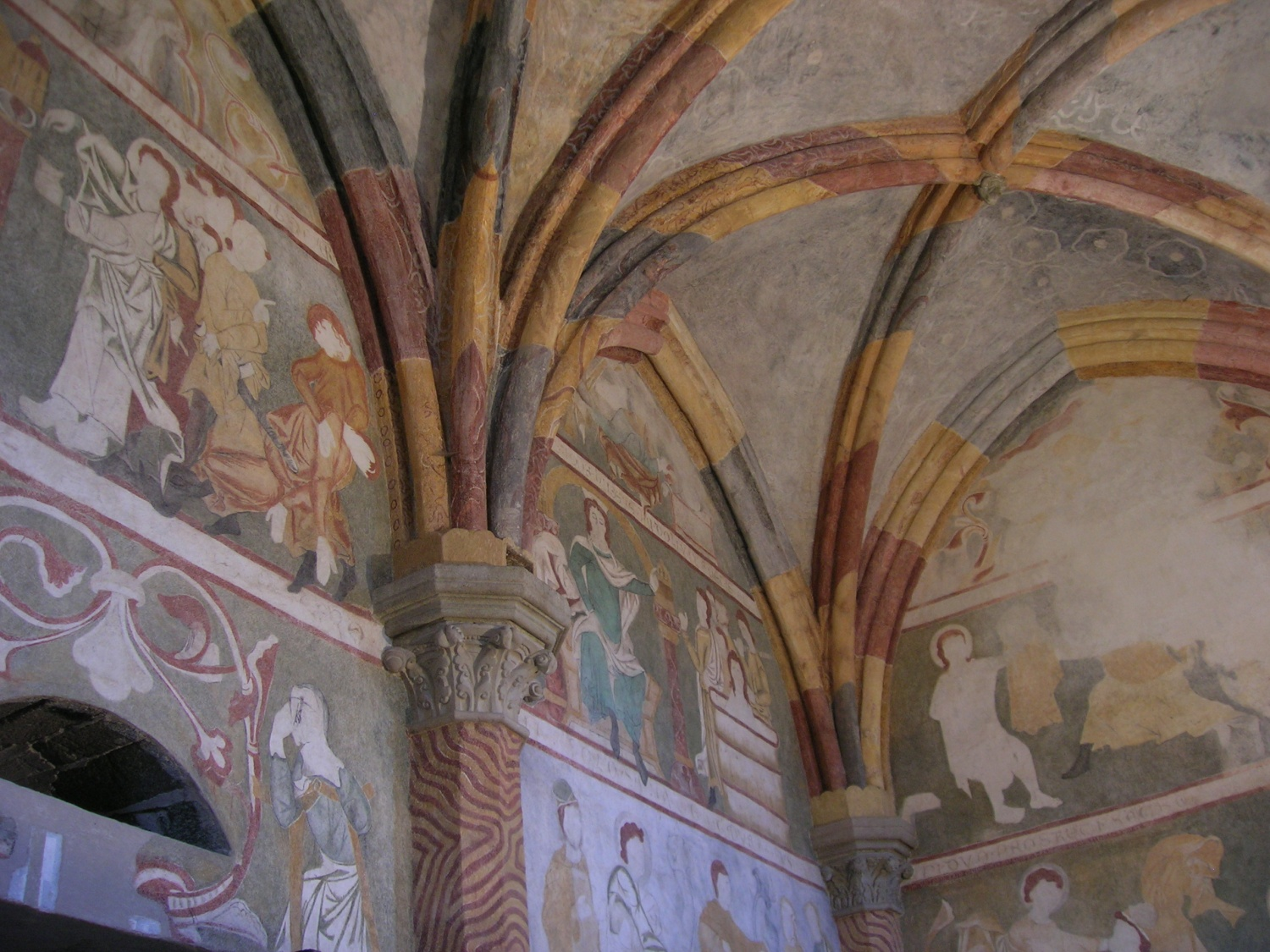
Výzdoba opatské kaple

Obě boční lodi na východě zakončovaly kaple oddělené zdí. Tato kaple se dochovala jen v lodi severní: jde o kapli opatskou, mající rozsah jednoho samostatného klenebního pole (komora) a tří klenebních polí s křížovou klenbou a půlválcovou apsidou s konchou. Severní kaple byla pravděpodobně zničena roku 1468, když Třebíč a baziliku dobývala vojska krále Matyáše Korvína; obnovena byla společně s vchodem do krypty až v roce 1956; dnes slouží jako sakristie. Obě boční lodi zaklenuje pravidelná křížová žebrová klenba s pasy.
Z vnější strany obvodní zdi jižní boční lodi je zachován původní jižní portál do kostela z bývalé křížové chodby; jeho plastická úprava zobrazuje rostlinné motivy.
Opatská kaple je významná tím, že se v ní dochovaly staré nástěnné malby biblické tematiky. Nákladná restaurace byla skončena roku 1999.

### Okna
Do vnitřku kostela proudí světlo z každé strany hlavní lodi šesti lomenými horními okny. Tentýž počet oken mají i boční lodi. Třístěnná velká apsida hlavní lodi je zdobena třemi kruhovými okny. Z nich je nejcennější okno prostřední, růžicové, svým ztvárněním (avšak nikoli velikostí) podobné oknu v katedrále Notre-Dame v Remeši. Zajímavostí je, že všechna tato okna byla až do roku 1871 zazděna, současně s jejich odkrytím dostala obě boční okna jednoduchou plaménkovou kružbu.

### Velká apsida

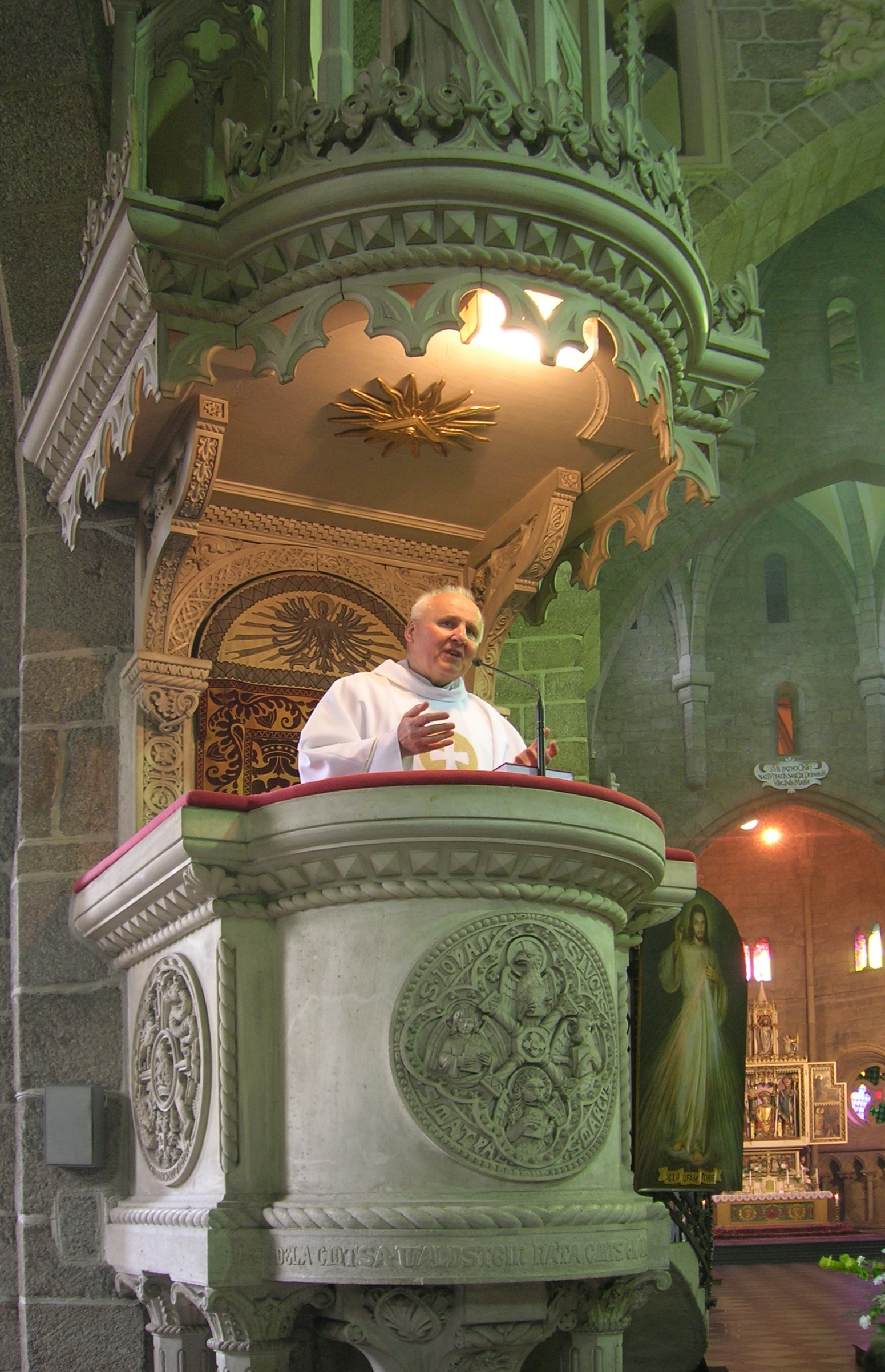
Kazatelna a P. František Puchnar

Vnitřkem velké apsidy obíhá lichá arkáda. Skládá se z třiatřiceti pískovcových sloupků držících lomené obloučky arkád. Talířovité patky a hlavice jsou zdobeny. Na římsu pak shora navazuje okenní patro. V úhlech polygonálního závěru apsidy jsou sloupky nesoucí na hlavicích přípory klenby. Nad trojicí kruhových oken je tzv. trpasličí, triforiová galerie, tedy nízký arkádový ochoz. Její prostor obíhající apsidu ze všech pěti stran oddělují od vnitřku chóru okna s malovanými skly, osazená roku 2007. Ke vstupním točitým schodům se přichází na stranách apsidy v místech, kde se stýká s přilehlým čtvercovým polem chóru. Tento přístup byl dlouhou dobu zazděn a nevědělo se, kde vůbec je.
V apsidě jsou dva vstupní portály: první vede do opatské kaple (nápis na tympanonu udává letopočet předpokládaného data stavby baziliky, rozuměj však stavby původního klášterního kostela), druhý do jižní kaple (na tympanonu je nápis o obnově apsidy v 19. století).
Nápis na oblouku nad apsidou znamená: „Pod ochranou narození svaté a Boží rodičky Panny Marie.“
Dnešní pseudogotický oltář je zasvěcen sv. Vojtěchu a jeho autory jsou Jan Kastner, Štěpán Zálešák a Viktor Förster. V bazilice byl umístěn roku 1935 na doporučení architekta Kamila Hilberta.
Hraběcí oratoř na jižní straně kněžiště pochází z druhé poloviny 19. století a je přístupná ze zámku.

### Exteriér

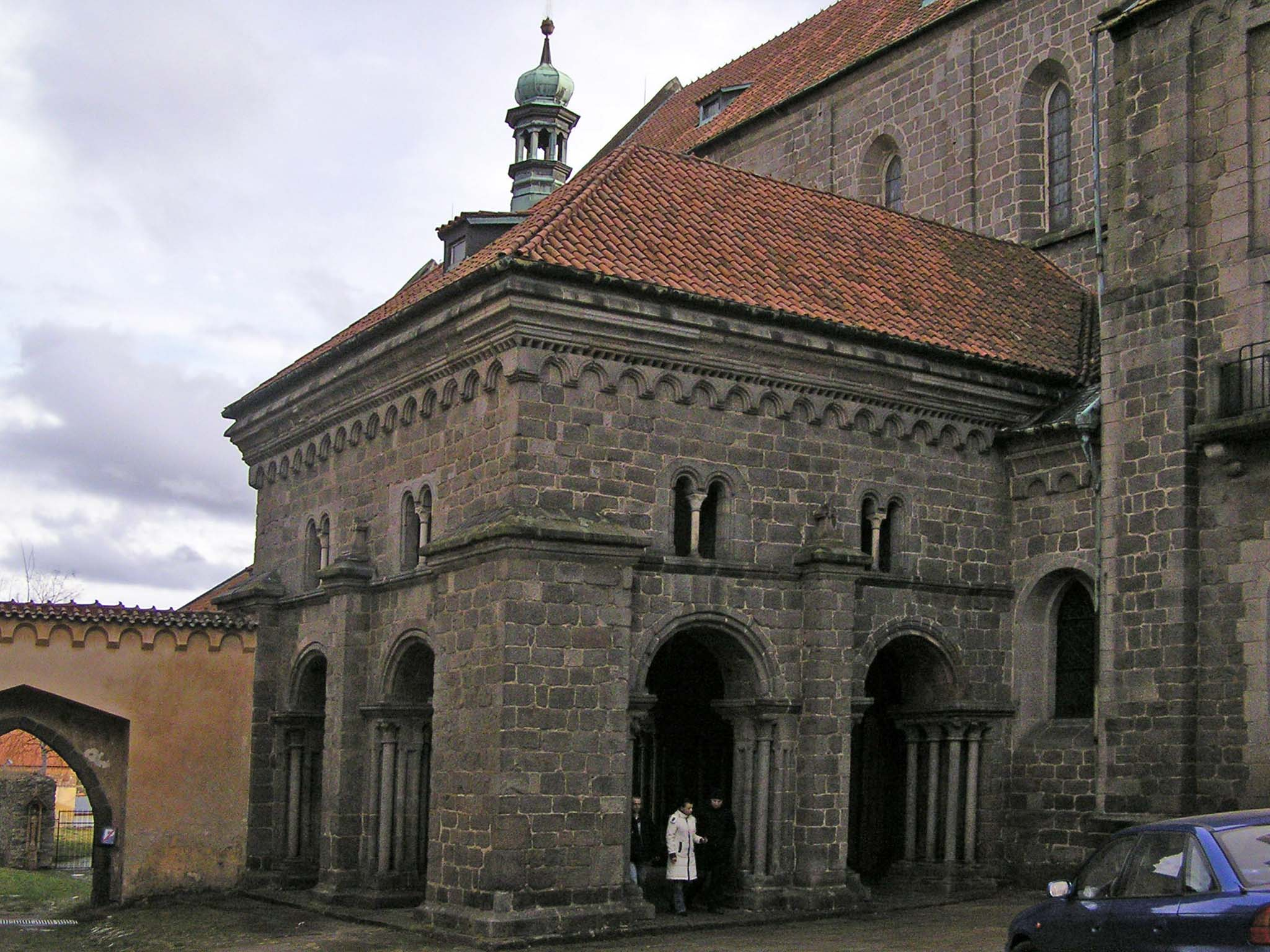
Severní předsíň

Vnějšek baziliky odpovídá jejímu vnitřnímu členění. Kolem celé lodi i s chórem obíhá římsa, na apsidách a chóru se zubořezem a obloučkovým vlysem. Boční průčelí hlavní lodi zdobí jen hladké lisény. Trpasličí galerie apsidy se ven otevírá po všech pěti stranách vždy pěti půlkruhově zakončenými arkádami. Nad touto částí je ještě stěna s menšími kruhovými okénky.
Západní průčelí, dnes barokní, bylo při obléhání kláštera těžce poškozeno. Původně mělo pravděpodobně povahu westwerku, tj. západní obranné části s hranolovými postranními věžemi. Dnešní věže zčásti pojaly věže staré.

### Severní předsíň
Na severní straně baziliky upoutá pozornost předsíň na obdélníkovém půdorysu. Zaklenutá je jedním klenebním polem se sedmidílnou žebrovou klenbou. Její objem drží čtyři rohové a tři opěrné pilíře uprostřed bočních stěn mezi oblouky vchodu. Ven se otvírá dvěma půlkruhovými arkádami. Mezi těmito arkádami stojí silný opěrný pilíř. Zeď nad arkádami zdobí dvojokna, půlkruhově zakončená, uprostřed se sloupkem, shodná s trpasličí galerií. Vnitřní stranou této předsíně se vchází do kostela. Portál je bohatě zdoben: střídá se v něm sedm hladkých žulových sloupků s trojbokými pískovcovými hranoly ústupků, bohatě zdobených ornamentální rostlinnou dekorací. Sloupy ukončují pískovcové talířové patky a bobulové hlavice. Rostlinná a figurální výzdoba má vyjadřovat chvalozpěv na Tvůrce. Čtyři postavy nahoře na obou částech portálu jsou patrně čtyři evangelisté, vedle nich z každé strany ostění vlastního pravoúhlého vstupu jsou pravděpodobně zobrazeny postavy opatů.
Když byl počátkem 15. století po zániku kláštera zřízen v bazilice pivovar, v severní předsíni bývala várna. Později byla přestavěna k obytným účelům, naposledy k ubytování kaplana. Předsíň byla uvolněna a s portálem obnovena až v druhé polovině 19. století, jak dodnes dokládá nápis zlatými písmeny na kamenné desce nad vchodem: „Z dlouhověkého zpustošení zachránil a opravil Vincenc hrabě Waldstein-Wartenberg r. 1862.“
Pro portál severní předsíně se též užívá jména Brána rajská. Jeho autorem je taktéž Msgre. František Doležel.

### Krypta

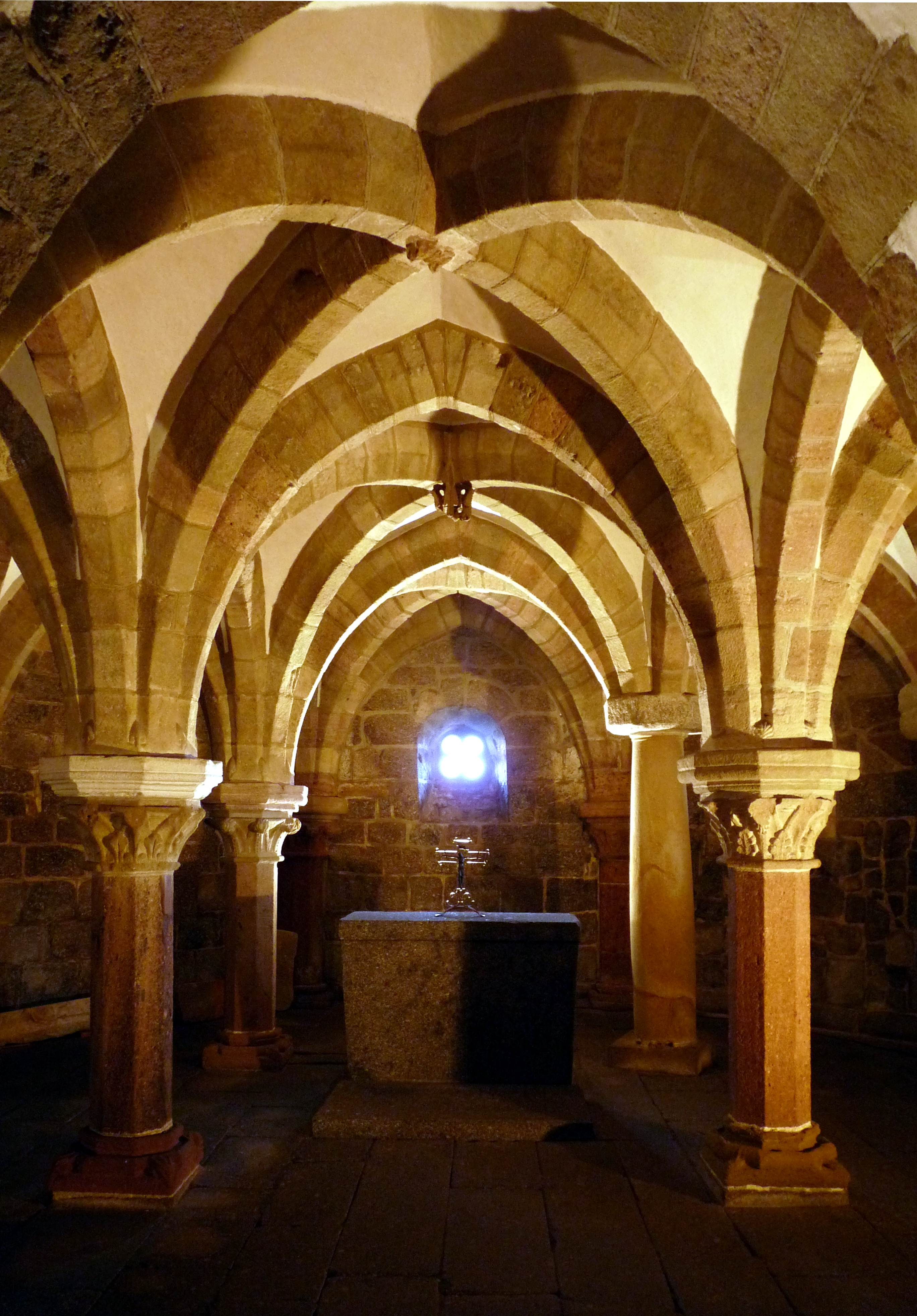
Pohled do krypty

Pod chórem hlavní lodi je krypta zasahující i do přilehlých částí bočních lodí. I ona má polygonální apsidu. Krypta je klenuta v pravidelných čtvercových polích křížovou klenbou s klínovými žulovými žebry s široce rozepjatými oblouky. Osmiboké pilíře trojlodí krypty ukončují hlavice s rostlinnými motivy. Jeden z klenebních pilířů byl vybourán v době, když bazilika sloužila světskému hospodaření, a nahrazen prostým válcovým sloupem. Krypta byla přístupná z kostela i z kláštera. Krypta má rozlohu 20x25 metrů. Krypta sloužila k pohřbívání tamních mnichů, následně pak od 15. století sloužila jako pivovarský sklep. Strop je z dřevěných trámů, které pochází z nejstarších dob a jsou speciálně impregnovány. Podle pověsti pak z krypty má vést chodba do třebíčské čtvrti Sokolí.
Žulová dlažba pochází z doby obnovy baziliky z 30. let. Z roku 1936 též pochází kamenný oltář vytesaný z kamene od Trnavy pro zařízení Božího hrobu.

## Význam
| Rok  | Počet návštěvníků |
| ---- | ----------------- |
| 2015 | 20 184            |
| 2016 | 20 084            |
| 2017 | 19 065            |

Areál bývalého kláštera

Mimořádná architektonická hodnota baziliky svatého Prokopa tkví v tom, že v sobě spojuje principy dvou slohových období: románského a gotického. Není to přitom stavba přechodní: prvky gotické nepřekrývají prvky románské. Přestože stavitelé chrámu vycházeli z románské koncepce, byli již seznámeni s gotickými prvky a pracovali s nimi; příkladem jsou masivní gotická žebra krypty. Přitom vnějšek velké apsidy je s výjimkou několika detailů takřka zcela románský.
Zajímavostí, která vynikla až poté, co byly zdi zbaveny omítek a ponechána jim jejich surová kamenná podoba, jsou značky kameníků na některých kvádrech. Vnitřní omítky byly odstraněny na popud dalšího obnovovatele kostela, architekta Kamila Hilberta. Za obnovou vůbec ale stál tehdejší třebíčský děkan a farář zámecké farnosti František Borgiáš Doležel.
Další zajímavostí může být, že ke stavbě baziliky převážně posloužila místní hrubozrnná šedá žula, jen místy – kde byl důraz na detaily – doplněná oslavanským pískovcem.